# Okręg wyborczy nr 1 do Parlamentu Europejskiego w Polsce
Okręg wyborczy nr 1 do Parlamentu Europejskiego w Polsce – okręg wyborczy obejmujący teren województwa pomorskiego, z siedzibą okręgowej komisji wyborczej w Gdańsku.

## Wyniki wyborów
| Podział 2 mandatów: PO: 1 PiS: 1 |

| Podział 3 mandatów: PO: 2 PiS: 1 |

| Podział 3 mandatów: PO: 2 PiS: 1 |

| Podział 3 mandatów: KE: 2 PiS: 1 |

| Podział 3 mandatów: KO: 2 PiS: 1 |

## Reprezentanci okręgu
| PE   | Rok  | Poseł KW                                     | Poseł KW          | Poseł KW      | Poseł KW      | Poseł KW                         | Poseł KW |
| ---- | ---- | -------------------------------------------- | ----------------- | ------------- | ------------- | -------------------------------- | -------- |
| VI   | 2004 |                                              | J. Lewandowski PO |               | A. Fotyga PiS | —                                | —        |
| VI   | 2005 | H. Foltyn-Kubicka PiS                        | J. Lewandowski PO |               |               | —                                | —        |
| VII  | 2009 | T. Cymański PiS                              | J. Lewandowski PO |               | J. Wałęsa PO  |                                  |          |
| VII  | 2010 | T. Cymański PiS                              | J. Kozłowski PO   |               | J. Wałęsa PO  |                                  |          |
| VIII | 2014 | J. Lewandowski PO (2014) KE (2019) KO (2024) | A. Fotyga PiS     |               | J. Wałęsa PO  |                                  |          |
| IX   | 2019 | J. Lewandowski PO (2014) KE (2019) KO (2024) | A. Fotyga PiS     |               |               | M. Adamowicz KE (2019) KO (2024) |          |
| X    | 2024 | J. Lewandowski PO (2014) KE (2019) KO (2024) |                   | P. Müller PiS |               | M. Adamowicz KE (2019) KO (2024) |          |

### Wybory do Parlamentu Europejskiego 2004
| Komitet wyborczy                                      | Komitet wyborczy                                                      | Głosów  | %     | Mandaty | Wybrani posłowie                  |
| ----------------------------------------------------- | --------------------------------------------------------------------- | ------- | ----- | ------- | --------------------------------- |
|                                                       | Platforma Obywatelska RP                                              | 142 613 | 36,02 | 1       | Janusz Lewandowski                |
|                                                       | Liga Polskich Rodzin                                                  | 54 608  | 13,79 | –       |                                   |
|                                                       | Prawo i Sprawiedliwość                                                | 45 973  | 11,61 | 1       | Anna Fotyga, Hanna Foltyn-Kubicka |
|                                                       | Samoobrona Rzeczpospolitej Polskiej                                   | 32 750  | 8,27  | –       |                                   |
|                                                       | Unia Wolności                                                         | 30 286  | 7,65  | –       |                                   |
|                                                       | KKW Sojusz Lewicy Demokratycznej – Unia Pracy                         | 24 390  | 6,16  | –       |                                   |
|                                                       | KWW Socjaldemokracji Polskiej                                         | 23 211  | 5,86  | –       |                                   |
|                                                       | Narodowy KWW                                                          | 13 495  | 3,41  | –       |                                   |
|                                                       | Polskie Stronnictwo Ludowe                                            | 10 034  | 2,53  | –       |                                   |
|                                                       | Unia Polityki Realnej                                                 | 7249    | 1,83  | –       |                                   |
|                                                       | KKW Krajowa Partia Emerytów i Rencistów – Partia Ludowo-Demokratyczna | 4342    | 1,10  | –       |                                   |
|                                                       | Inicjatywa dla Polski                                                 | 3362    | 0,85  | –       |                                   |
|                                                       | Polska Partia Pracy                                                   | 2044    | 0,52  | –       |                                   |
|                                                       | KWW – Ogólnopolski Komitet Obywatelski „OKO”                          | 1608    | 0,41  | –       |                                   |
| Frekwencja: 24,04% Źródło: Państwowa Komisja Wyborcza |                                                                       |         |       |         |                                   |

### Wybory do Parlamentu Europejskiego 2009
| Komitet wyborczy                                      | Komitet wyborczy                                                       | Głosów  | %     | Mandaty | Wybrani posłowie                                   |
| ----------------------------------------------------- | ---------------------------------------------------------------------- | ------- | ----- | ------- | -------------------------------------------------- |
|                                                       | Platforma Obywatelska RP                                               | 285 268 | 59,14 | 2       | Janusz Lewandowski, Jarosław Wałęsa, Jan Kozłowski |
|                                                       | Prawo i Sprawiedliwość                                                 | 105 946 | 21,96 | 1       | Tadeusz Cymański                                   |
|                                                       | KKW Sojusz Lewicy Demokratycznej – Unia Pracy                          | 50 427  | 10,45 | –       |                                                    |
|                                                       | Polskie Stronnictwo Ludowe                                             | 13 170  | 2,73  | –       |                                                    |
|                                                       | Prawica Rzeczypospolitej                                               | 6249    | 1,30  | –       |                                                    |
|                                                       | Samoobrona Rzeczpospolitej Polskiej                                    | 5654    | 1,17  | –       |                                                    |
|                                                       | Unia Polityki Realnej                                                  | 4931    | 1,02  | –       |                                                    |
|                                                       | KKW Porozumienie dla Przyszłości – CentroLewica (PD+SDPL+Zieloni 2004) | 4465    | 0,93  | –       |                                                    |
|                                                       | Libertas                                                               | 3676    | 0,76  | –       |                                                    |
|                                                       | Polska Partia Pracy                                                    | 2596    | 0,54  | –       |                                                    |
| Frekwencja: 28,05% Źródło: Państwowa Komisja Wyborcza |                                                                        |         |       |         |                                                    |

### Wybory do Parlamentu Europejskiego 2014
| Komitet wyborczy                                      | Komitet wyborczy                              | Głosów  | %     | Mandaty | Wybrani posłowie                    |
| ----------------------------------------------------- | --------------------------------------------- | ------- | ----- | ------- | ----------------------------------- |
|                                                       | Platforma Obywatelska RP                      | 218 962 | 47,69 | 2       | Janusz Lewandowski, Jarosław Wałęsa |
|                                                       | Prawo i Sprawiedliwość                        | 117 620 | 25,62 | 1       | Anna Fotyga                         |
|                                                       | KKW Sojusz Lewicy Demokratycznej – Unia Pracy | 35 164  | 7,66  | –       |                                     |
|                                                       | Nowa Prawica – Janusza Korwin-Mikke           | 30 324  | 6,61  | –       |                                     |
|                                                       | Polskie Stronnictwo Ludowe                    | 14 817  | 3,23  | –       |                                     |
|                                                       | KKW Europa Plus Twój Ruch                     | 11 350  | 2,47  | –       |                                     |
|                                                       | Solidarna Polska Zbigniewa Ziobro             | 11 329  | 2,47  | –       |                                     |
|                                                       | Polska Razem Jarosława Gowina                 | 9539    | 2,08  | –       |                                     |
|                                                       | KWW Ruch Narodowy                             | 5337    | 1,16  | –       |                                     |
|                                                       | Partia Zieloni                                | 2943    | 0,64  | –       |                                     |
|                                                       | Demokracja Bezpośrednia                       | 1720    | 0,37  | –       |                                     |
| Frekwencja: 26,70% Źródło: Państwowa Komisja Wyborcza |                                               |         |       |         |                                     |

### Wybory do Parlamentu Europejskiego 2019
| Komitet wyborczy                                      | Komitet wyborczy                                 | Głosów  | %     | Mandaty | Wybrani posłowie                        |
| ----------------------------------------------------- | ------------------------------------------------ | ------- | ----- | ------- | --------------------------------------- |
|                                                       | KKW Koalicja Europejska PO PSL SLD .N Zieloni    | 419 182 | 50,66 | 2       | Magdalena Adamowicz, Janusz Lewandowski |
|                                                       | Prawo i Sprawiedliwość                           | 285 740 | 34,53 | 1       | Anna Fotyga                             |
|                                                       | Wiosna Roberta Biedronia                         | 50 862  | 6,15  | –       |                                         |
|                                                       | KWW Konfederacja KORWiN Braun Liroy Narodowcy    | 33 188  | 4,01  | –       |                                         |
|                                                       | KWW Kukiz’15                                     | 22 114  | 2,67  | –       |                                         |
|                                                       | KWW Polska Fair Play Bezpartyjni Gwiazdowski     | 8425    | 1,02  | –       |                                         |
|                                                       | KKW Lewica Razem – Partia Razem, Unia Pracy, RSS | 7946    | 0,96  | –       |                                         |
| Frekwencja: 47,24% Źródło: Państwowa Komisja Wyborcza |                                                  |         |       |         |                                         |

### Wybory do Parlamentu Europejskiego 2024
| Komitet wyborczy                                      | Komitet wyborczy                                                           | Głosów  | %     | Mandaty | Wybrani posłowie                        |
| ----------------------------------------------------- | -------------------------------------------------------------------------- | ------- | ----- | ------- | --------------------------------------- |
|                                                       | KKW Koalicja Obywatelska                                                   | 379 577 | 51,06 | 2       | Magdalena Adamowicz, Janusz Lewandowski |
|                                                       | Prawo i Sprawiedliwość                                                     | 208 676 | 28,07 | 1       | Piotr Müller                            |
|                                                       | Konfederacja Wolność i Niepodległość                                       | 69 654  | 9,37  | –       |                                         |
|                                                       | KKW Trzecia Droga Polska 2050 Szymona Hołowni – Polskie Stronnictwo Ludowe | 40 139  | 5,40  | –       |                                         |
|                                                       | KKW Lewica                                                                 | 34 570  | 4,65  | –       |                                         |
|                                                       | KWW Bezpartyjni Samorządowcy – Normalna Polska w Normalnej Europie         | 8389    | 1,13  | –       |                                         |
|                                                       | PolEXIT                                                                    | 2417    | 0,33  | –       |                                         |
| Frekwencja: 42,61% Źródło: Państwowa Komisja Wyborcza |                                                                            |         |       |         |                                         |